# Baszkirzy
Baszkirzy (baszk. башҡорттар) – naród pochodzenia tureckiego, zamieszkujący głównie Baszkirię, bliski kulturowo, językowo i etnicznie z sąsiednimi Wołga-Ural Tatarami.

## Rozmieszczenie i liczebność
Żyją w przemieszaniu z Rosjanami oraz bliskimi kulturowo Tatarami. Część Baszkirów uważa za swój język ojczysty tatarski oprócz, a czasami zamiast baszkirskiego. Ta bliskość kulturowa i częsta dwujęzyczność powoduje trudności przy określaniu liczebności zarówno Baszkirów jak i Tatarów w Baszkirii. Oceny są różne od 1370 do 1870 tysięcy. Według spisu z 2010 w Baszkirii mieszka 1 172 287 Baszkirów, co stanowi 29,5% populacji regionu, co plasuje ich za Rosjanami (36,1%) i przed Tatarami (25,4%). W sąsiadujących obwodach liczebność Baszkirów wynosi odpowiednio: 162 513 (4,8% populacji) w czelabińskim, 46 696 (2,3%) w orenburskim, 31 183 (0,8%) w obwodzie swierdłowskim, 32 730 w Kraju Permskim i 13 726 w Tatarstanie.

### Historyczne rozmieszczenie Baszkirów

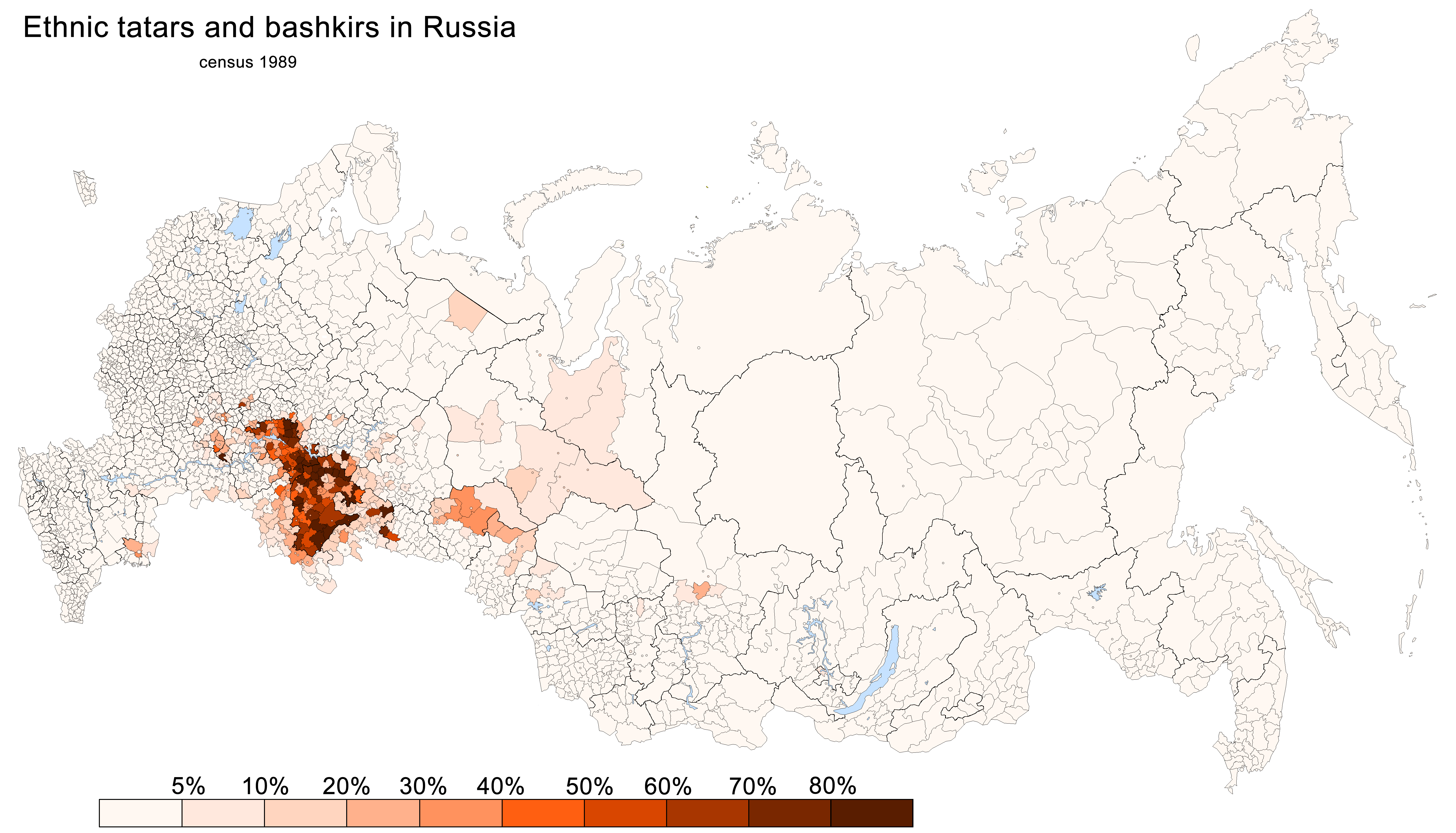
Tatarzy i Baszkirzy w RFSRR w 1989
Baszkirzy w Baszkirii w 2002

## Kultura i tradycyjne zajęcia

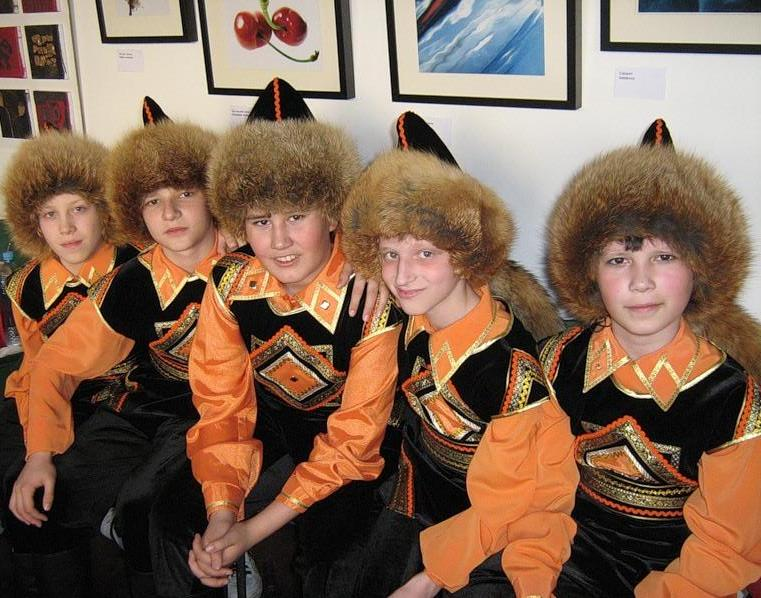
Młodzi Baszkirzy

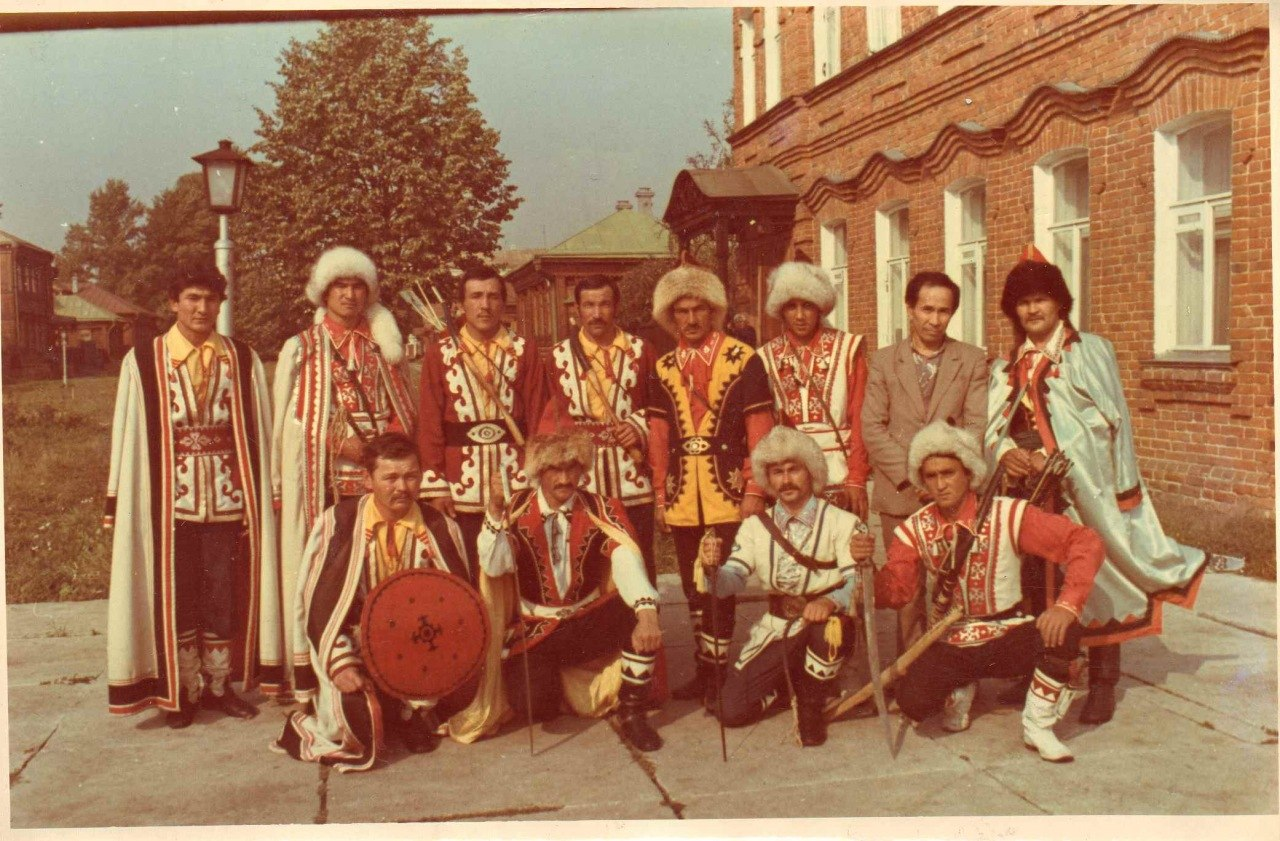
Baszkirowie prowincji Baymak, 1998

Baszkirzy aż do przełomu XVIII i XIX wieku byli pasterzami, prowadzili koczownicze życie podzieleni na liczne plemiona, które nie miały świadomości wspólnoty narodowej. Hodowali bydło, konie, kozy i owce. Wraz z przybyciem osadników z Rosji zmuszeni zostali do osiedlenia się i zmienili się w rolników, co rozbiło ich plemienną strukturę. Obecnie wielu żyje w miastach utrzymując się z pracy w przemyśle petrochemicznym. Stolicą Baszkirów jest miasto Ufa, które ze względów kulturowych jest ważne dla wszystkich muzułmanów żyjących na Uralu.
Baszkirzy są muzułmanami sunnitami. W XVIII wieku cerkiew rosyjska próbowała nawrócić ich na prawosławie, ale bezskutecznie.